# Katembo Mafungula Christian
 (juillet 2025).
Motif : simple député provincial
- Archive Wikiwix
- Bing
- Cairn
- DuckDuckGo
- E. Universalis
- Gallica
- Google
- G. Books
- G. News
- G. Scholar
- Persée
- Qwant
- (zh) Baidu
- (ru) Yandex
- (wd) trouver des œuvres sur Wikidata

| 1. | Préciser le motif de la pose du bandeau. | Précisez le motif de la pose du bandeau en utilisant la syntaxe suivante : {{admissibilité à vérifier\|date=juillet 2025\|motif=remplacez ce texte par le motif}}                                |
| 2. | Informer les utilisateurs concernés.     | Pensez à avertir le créateur de l'article, par exemple, en insérant le code ci-dessous sur sa page de discussion : {{subst:avertissement admissibilité à vérifier\|Katembo Mafungula Christian}} |

Katembo Mafungula Christian, est un homme politique de la République Démocratique du Congo, originaire de la province du Nord-Kivu. Il est député provincial et représente la circonscription du territoire de Beni,.  Il est également questeur au sein du bureau d'âge de l'Assemblée provinciale du Nord-Kivu,.

## Biographie
Katembo Mafungula Christian a grandi et évolué dans la région du Nord-Kivu, une zone marquée par des tensions politiques et des défis humanitaires, notamment les déplacements massifs de population dus aux conflits armés. Sa carrière politique est intimement liée à la situation de cette région de l'Est de la République Démocratique du Congo, où les enjeux de sécurité, de réconciliation et de développement sont au cœur des préoccupations.